# Lábatlan
Lábatlan ist eine ungarische Stadt im Kreis Esztergom im Komitat Komárom-Esztergom. Zur Stadt gehört der Ortsteil Piszke, eine bis 1950 eigenständige Gemeinde.

## Geografische Lage
Lábatlan liegt 19 Kilometer südwestlich der Kreisstadt Esztergom und 49 Kilometer nordwestlich der Hauptstadt Budapest am rechten, südlichen Ufer der Donau. Das nördliche Ufer gehört bereits zur Slowakei. Nachbargemeinden sind Süttő und Nyergesújfalu. Am gegenüberliegenden Flussufer liegt die slowakische Gemeinde Kravany nad Dunajom.

## Geschichte
Lábatlan wurde 1267 erstmals urkundlich erwähnt. Im Jahr 1913 gab es in der damaligen Großgemeinde 290 Häuser und 1843 Einwohner auf einer Fläche von 1488 Katastraljochen. Sie gehörte zu dieser Zeit zum Bezirk Esztergom im Komitat Esztergom.

## Städtepartnerschaften
- Kravany nad Dunajom, Slowakei
- Rechnitz, Österreich (seit 2003)

## Sehenswürdigkeiten
- Heimatgeschichtliche Sammlung (Helytörténeti gyűjtemény)
- Reformierte Kirche, ursprünglich im Mittelalter erbaut
- Römisch-katholische Kirche Szent István király
- Skulptur Mackók II., erschaffen 1956 von Endre Szöllősi
- Szent-István-Statue, erschaffen 1938 von Lajos Mátrai jr., aufgestellt 1940
- Weltkriegsdenkmal (für die Opfer des Ersten Weltkriegs)

## Verkehr
Durch Lábatlan verläuft die Hauptstraße Nr. 10. Die Stadt ist angebunden an die Eisenbahnstrecke von Esztergom nach Komárom. Weiterhin bestehen Busverbindungen über Süttő und Dunaalmás nach Komárom, über Nyergesújfalu, Tát und Dorog nach Esztergom sowie über Tata nach Tatabánya. 